# Blow It All
"Blow It All" é uma canção da cantora alemã Kim Petras, contida no seu álbum de estreia, Clarity (2019). Foi lançada em 9 de maio de 2019 pela BunHead, servindo como terceiro single promocional do álbum.
Na música, Petras fala como se sente agora que é famosa e vive nas colinas e narra uma noite em que ela só quer festejar e esquecer tudo. Em divulgação da canção, foi lançado um lyric video oficial.

## Antecedentes e lançamento
Após ter lançado “Broken” e "Got My Number", Petras concluiu o trio de lançamentos com seu último single, "Blow It All". Todas as três músicas se afastam do pop clássico suave de Petras, mergulhando nas águas do rhythm and blues e do hip hop com seu uso exclusivo de trap beats.
“Blow It All” encontra Petras tendo uma noite selvagem na cidade, coletando números de telefone com seu “copo cheio de bebida”, onde encontra a “chave da vida”. Ela reconhece que essa diversão se deve ao seu trabalho duro, pois ela "veio do fundo", colocou o trabalho e agora tem seu "dinheiro certo". Apesar de toda essa indulgência, há um sentimento de vazio, um anseio por mais de uma noite de diversão.